# Don't Try This At Home - Live In Holland & The Making Of V
Don't Try This At Home - Live In Holland & The Making Of V è un doppio DVD del gruppo rock progressivo statunitense Spock's Beard, pubblicato nel 2002. È stato distribuito da Metal Blade Records/Radiant Records negli Stati Uniti, e da Inside Out Music in Europa.

## Descrizione
Il doppio DVD raccoglie materiale audiovisivo eterogeneo: il primo disco contiene una parte del concerto performato il 28 settembre 1999 all'auditorium 013 di Tilburg nei Paesi Bassi, durante il Day for night Tour (da cui è stato tratto anche l'album Don't Try This at Home) e alcuni bonus come le sessioni in studio di alcuni brani di Day For Night, un brano live e altro. Il secondo disco è occupato principalmente dal making of dell'album V (già pubblicato su DVD nel 2001), più altri bonus.
Nell'edizione statunitense, è stato incluso un CD con 10 brani.

## Tracce

### DVD

#### Don't Try This At Home - Live In Holland
1. Day For Night – 8:04
2. In the Mouth of Madness – 5:22
3. Skin – 3:51
4. Gibberish – 4:37
5. Go The Way You Go – 7:11
6. June – 7:11
7. The Healing Colors Of Sound – 20:00
8. Ryo's Solo – 11:38
9. The Doorway – 15:44
10. The Light – 22:46
11. Squonk – 3:54
12. Waste Away / Fire – 6:12

#### Bonus Tracks
1. Gibberish (Day For Night Studio Sessions) – 3:08
2. The Gypsy (Day For Night Studio Sessions) – 2:44
3. Space Truckin' (Live In Lansing) – 4:11
4. The Legend Of The Morse Brothers – 6:45

Durata totale: 133:18

#### The Making Of V
1. The Making Of V – 101:47

#### Bonus Tracks
1. All On A Sunday (Promo Video) – 3:18
2. The Doorway (Border's In-Store Performance) – 11:41
3. June (Live In Chicago) – 6:04
4. Go The Way You Go (Live In L.A.) – 13:30

Durata totale: 136:20

### CD
Il compact disc è stato incluso solo nell'edizione statunitense. Questa è la lista delle tracce:
1. Southside Of The Sky – 9:11
2. Good Don't Last/Open Wide The Flood Gates (Live Acoustic) – 11:26
3. Working On Devil/Fiddly/Disco – 4:41
4. Looking For Answers (Live Acoustic) – 4:59
5. Stranger In A Strange Land – 2:34
6. 4 O' Clock – 0:24
7. Working On Ryo's Solo – 7:42
8. Lost Bass Solo (Demo) – 2:01
9. The Light (Live Acoustic) – 6:08
10. Working On I Will Go – 2:16

Durata totale: 51:22

## Formazione
- Neal Morse – voce, pianoforte, chitarra
- Alan Morse – chitarra elettrica, cori
- Dave Meros – basso, cori
- Ryo Okumoto – organo Hammond, mellotron
- Nick D'Virgilio – batteria, percussioni, cori